# Блюменталь (Оренбургская область)
Блюменталь — село в Беляевском районе Оренбургской области России. Входит в состав Ключёвского сельсовета.

## География
Расстояние от районного центра — 59 км.

## Палеонтология
В районе села в отложениях раннего триасового периода (нижнеоленёкский подъярус) обнаружены окаменелости темноспондильной амфибии Benthosuchus sushkini.

## История
Бывшее немецкое село. В 1939 году создан колхоз имени Э. Тельмана. Позже село стало отделением совхоза «Зубаревский».

## Население
| 2010 |
| ---- |
| 250  |

Национальный состав
По данным Всероссийской переписи населения 2010 года:
| № | Национальность | Численность, чел. | Доля   |
| - | -------------- | ----------------- | ------ |
| 1 | русские        | 118               | 47,2 % |
| 2 | украинцы       | 63                | 25,2 % |
| 3 | немцы          | 37                | 14,8 % |
| 4 | молдаване      | 14                | 5,6 %  |
| 5 | другие         | 18                | 7,2 %  |